# Mondéjar
Mondéjar là một đô thị trong tỉnh Guadalajara, Castile-La Mancha, Tây Ban Nha. Dân số 2.614 người và mật độ là 53,97/km².

## Dân số
| 1991 | 1996 | 2001 | 2004 |
| ---- | ---- | ---- | ---- |
| 2095 | 2114 | 2223 | 2500 |